# IPhone 16e
iPhone 16e是由蘋果公司設計及銷售的智慧型手機，為第18代iPhone系列智慧型手機之一。
此iPhone的尺寸與正面設計均與2021年iPhone 13或2022年iPhone 14類似。該裝置搭載Apple A18（與iPhone 16的晶片相比，其GPU核心數為4核而非5核）、採用動作按鈕取代靜音開關、配備單一二合一4800萬像素Fusion相機鏡頭，以及搭載首次亮相並由Apple自家研發的Apple C1行動數據機晶片，並支援 Apple Intelligence。
而且即便 iPhone 16e 沒有相機控制按鈕，還是可以透過動作按鈕實現 Apple Intelligence 中的 Visual Intelligence 影像辨識功能。
在iPhone 16e發佈後，iPhone 14、iPhone 14 Plus及iPhone SE (第三代)相繼停產，使所有iPhone型號完全從專用的Lightning連接埠轉換為通用的USB-C連接埠。

## 命名
在第三代iPhone SE之後，蘋果公司原計劃推出的下一代手機一度傳聞將命名為iPhone SE 4。然而，蘋果公司於2025年2月19日正式宣布，該款新機將命名為「iPhone 16e」，並確認其將作為iPhone 16系列的入門機型。
iPhone 16e已於2025年2月19日正式發布。蘋果公司於21日開放預購，並於28日正式發售。

## 時間線
| iPhone型號年表 |
| -------------- |
|                |